# Монор
Монор (на унгарски: Monor) е град в област Пещ, централна Унгария. Населението му е 18 984 души (по приблизителна оценка за януари 2018 г.).
Разположен е на 126 m надморска височина в Среднодунавската низина, на 33 km югоизточно от центъра на столицата Будапеща. Първото споменаване на селището е от 1398 година, а от средата на XV век в продължение на столетие и половина то е под османска власт.